# Manuel Álvarez Gómez
Manuel Álvarez Gómez (Córdoba, España, 21 de marzo de 1954) es un exfutbolista español que se desempeñaba como centrocampista.

## Clubes
| Club                   | País   | Año       |
| ---------------------- | ------ | --------- |
| Córdoba Club de Fútbol | España | 1974-1983 |